# Chiapa de Corzo (sítio arqueológico)

Chiapa de Corzo e outros sítios do período formativo, ca. 900 a.C.

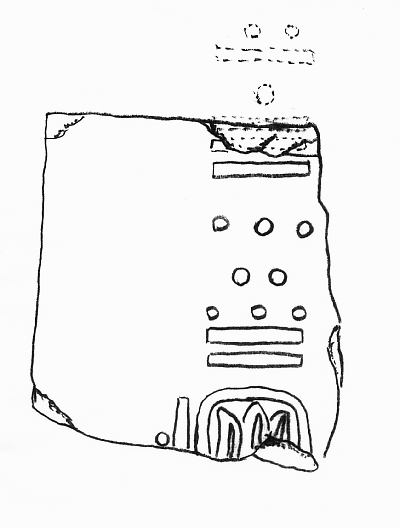
Estela 2, exibindo a data 7.16.3.2.13, ou De
zembro de 36 a.C., a mais antiga data em contagem longa já descoberta.

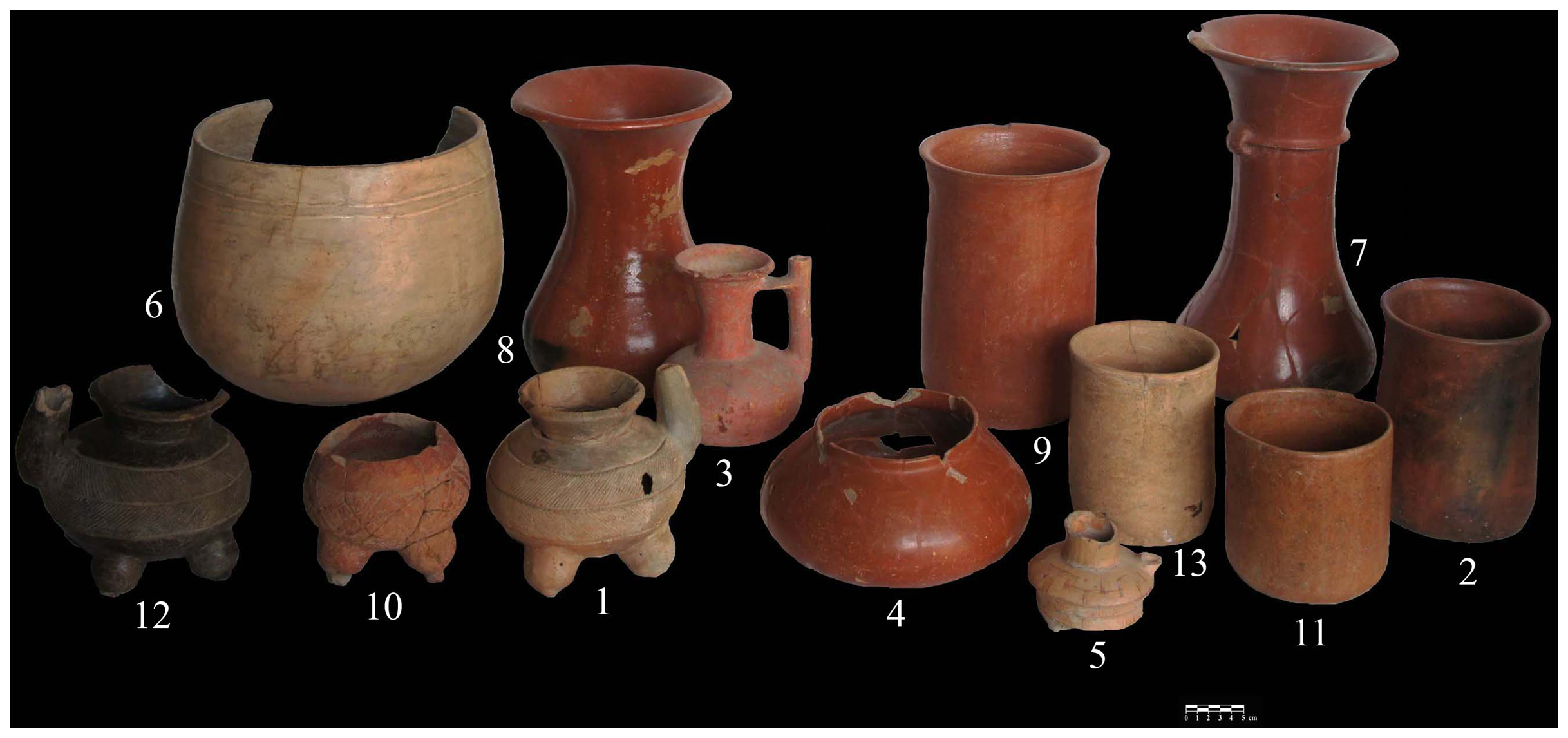

Chiapa de Corzo é um sítio arqueológico da Mesoamérica pré-colombiana, situado nas terras altas de Chiapas, no actual México. No seu apogeu durante o período formativo tardio era um centro regional e controlava as rotas comerciais que passavam através do vale do rio Grijalva.
O nome do sítio deriva da localidade moderna de Chiapa de Corzo, fundada na época colonial e situada na proximidade daquele.

## História
O local apresenta evidências de ocupação continuada desde o período formativo inicial, cerca 1400 a.C. No entanto, os montículos e praças do sítio datam de aproximadamente 700 a.C., tendo o templo e o palácio sido construídos provavelmente entre 400 a.C. e 200 a.C. Porém, por volta de 300 a.C. a construção formal havia entrado em declínio. Por volta desta mesma altura, começaram a ser incluídas nos enterramentos de membros da elite cerâmicas de tipos maias, ainda que as cerâmicas utilitárias mantivessem os padrões tradicionais. Tal facto levou alguns investigadores a concluir que a cultura maia exercia influência ou mesmo controlo sobre Chiapa de Corzo, embora pareça ter ocorrido um desvanecimento desta influência maia nos primeiros séculos d.C.  Foi durante este período de tempo que os antigos montículos com plataformas foram revestidos com calcário e estuque.

## Achados notáveis
A mais antiga data na contagem longa descoberta até ao momento, Dezembro de 36 a.C., foi encontrada na estela 2 (que não é realmente uma estela, mas antes um painel de parede com inscrições). Tudo o que resta do texto original é o nome do dia e os dígitos 7.16.3.2.13.
Chiapa de Corzo é também notável devido a um fragmento de cerâmica contendo o que se crê ser escrita ístmica. Datado de 300 a.C., este fragmento seria o mais antigo exemplar deste sistema de escrita que se conhece.